# Pincourt
Pincourt is een stad (ville) in de Canadese provincie Québec en telt 11.522 inwoners (2006).